# Steinacker (Wiehl)
 Steinacker  ist eine Ortschaft der Stadt Wiehl im Oberbergischen Kreis im
Regierungsbezirk Köln in Nordrhein-Westfalen. 

## Lage und Beschreibung
Der Ort liegt in Luftlinie rund 3 km südwestlich vom Stadtzentrum von Wiehl entfernt. Steinacker liegt südlich der Bundesautobahn 4.

## Geschichte
Steinacker ist eine junge Gruppensiedlung aus dem 20. Jahrhundert in der Nähe von Mühlen und Börnhausen an der Landstraße L95. 
Kennzeichnend ist der nahe Friedhof Steinacker für die Ortschaften des Bechtales. 

## Wander- und Radwege
- Der Ortsrundwanderweg O „Rund um Bielstein“ berührt den Ort im südöstlichen Bereich.

## Einrichtungen
- Friedhof mit Friedhofskapelle